# 김병엽
김병엽(한국 한자: 金炳燁, 1999년 4월 21일 ~ )은 대한민국의 축구 선수이다. 포지션은 골키퍼이다.

## 클럽 경력
김병엽은 전남 드래곤즈 산하 유소년 팀인 광양제철고등학교 축구부 출신으로, 전남의 우선지명을 받은 이후 아주대학교 축구부에 입단하였다.
2020시즌을 앞두고 전남 드래곤즈와 프로 계약을 체결하였다.
2022시즌을 앞두고 대전 하나 시티즌으로 임대되었다.

## 수상

### 팀

#### 전남 드래곤즈
- FA컵 우승: 2021